# On Trial (film fra 1917)
On Trial er en amerikansk stumfilm fra 1917 af James Young.

## Medvirkende
- Barbara Castleton som Mrs. Robert Strickland
- Sidney Ainsworth som Robert Strickland
- Mary McAllister som Doris Strickland
- James Young som Gerald Trask
- Corene Uzzell som Mrs. Gerald Trask